# Lucas Paquetá
Lucas Tolentino Coelho de Lima (Río de Janeiro, 27 de agosto de 1997), conocido deportivamente como Lucas Paquetá, es un futbolista brasileño que juega de centrocampista en el West Ham United F. C. de la Premier League.

## Trayectoria

### Inicios
Llegó a la disciplina del Flamengo en 2007 cuando contaba con diez años. Con el equipo juvenil ganó el título de la Copa São Paulo de Futebol Júnior de 2016, el mayor título juvenil de Brasil. Junto a Léo Duarte, Felipe Vizeu y Ronaldo Lucas fue ascendido al primer club tras la conquista del título.

### Flamengo
En marzo de 2016 subió al primer equipo y firmó una ampliación de su contrato hasta 2020. El 5 de marzo de 2016 debutó como titular en un partido contra el Bangu del Campeonato Carioca. El 9 de marzo jugó su segundo partido, esta vez empezando como suplente, en la Primera Liga contra el Figueirense. El 19 de febrero de 2017 marcó su primer gol en una victoria por 4 a 0 ante Madureira con un remate de vaselina desde 35 metros. El 7 de septiembre marcó en la ida de la final de la Copa de Brasil ante Cruzeiro en Maracaná. Poco más de dos meses después también anotó en la final de la Copa Sudamericana, ante Independiente, en el mismo escenario. Sin embargo, en ambas finales el club brasileño cayó derrotado.
En 2018 continuó siendo una pieza clave del equipo, por lo que llamó la atención de grandes clubes europeos.

### Milan
El 4 de enero de 2019 se hizo oficial su fichaje por el A. C. Milan a cambio de 35 millones de euros, tras varios meses de rumorología. El 12 de enero debutó con el club italiano en un encuentro de Copa Italia ante la U. C. Sampdoria. El 10 de febrero anotó su primer gol en una victoria por 3 a 0 ante el Cagliari Calcio. Su gol fue dedicado a las diez víctimas mortales en un incendio en las instalaciones del Flamengo dos días antes.

### Olympique de Lyon
Tras año y medio en el equipo italiano, el 30 de septiembre de 2020 se hizo oficial su fichaje por el Olympique de Lyon para las siguientes cinco temporadas.
En la temporada 21-22 fue elegido el mejor extranjero de la Ligue 1. La elección se hizo mediante votación popular y contó con la asistencia de más de 20 000 personas. Compitió con el defensa del PSG, Marquinhos, el centrocampista marfileño del R. C. Lens Fofana y el delantero canadiense del Lille O. S. C. Jonathan David.

### West Ham United
El 29 de agosto de 2022 fue traspasado al West Ham United F. C. en una operación que podía alcanzar los 61,63 millones de euros. Firmó por cinco años, más uno opcional, y se convirtió en el fichaje más caro del conjunto londinense.

##### Controversia por apuestas[16]
Se encuentra investigado por la FA después de que se descubriera que familiares del jugador habrían apostado sobre una tarjeta amarilla en el juego entre el West Ham y el Aston Villa.
El jueves 24 de mayo de 2024, Lucas Paquetá fue acusado por The Football Association (FA) por múltiples violaciones a sus reglas de apuestas. Las acusaciones formuladas contra Paquetá surgen tras una investigación iniciada en el verano de 2023 por la FA, que resultó en el fracaso de su transferencia al Manchester City en ese momento. La Asociación Inglesa de Fútbol alegó que Paquetá intentó directamente recibir una tarjeta del árbitro en los partidos del West Ham United contra Leicester City, Aston Villa, Leeds United y AFC Bournemouth. Desde entonces, Paquetá ha emitido un comunicado a través de sus páginas de Instagram y Twitter, negando con vehemencia las acusaciones y prometiendo limpiar su nombre.
Lucas Paquetá fue absuelto de los cargos más graves por su presunta participación en apuestas deportivas. El veredicto se anunció el 31 de julio de 2025, tras las investigaciones realizadas por la FA (Asociación Inglesa de Fútbol) desde mayo de 2024.

## Selección nacional
Es internacional con la selección de Brasil. Debutó el 7 de septiembre de 2018 en un amistoso ante Estados Unidos.
Su primer gol con la selección absoluta fue marcado en un amistoso, el 23 de marzo de 2019 contra la selección panameña, después de un centro de Casemiro en el minuto 31 del primer tiempo. Fue sustituido a los 15 minutos del segundo tiempo por Gabriel Jesus.
En Catar 2022 jugó su primer Mundial con Brasil siendo titular en el mediocampo de su selección, que llegó hasta los cuartos de final en los que fue eliminada por Croacia en la tanda de penaltis.

### Participaciones en Copas América
| Torneo            | Sede           | Resultado        | Partidos | Goles |
| ----------------- | -------------- | ---------------- | -------- | ----- |
| Copa América 2019 | Brasil         | Campeón          | 1        | 0     |
| Copa América 2021 | Brasil         | Subcampeón       | 6        | 2     |
| Copa América 2024 | Estados Unidos | Cuartos de final | 4        | 1     |

### Participaciones en Copas del Mundo
| Mundial           | Sede  | Resultado        | Partidos | Goles |
| ----------------- | ----- | ---------------- | -------- | ----- |
| Copa Mundial 2022 | Catar | Cuartos de final | 4        | 1     |

### Participaciones en Eliminatorias a Copas del Mundo
| Eliminatorias                 | Sede       | Resultado  | Partidos | Goles |
| ----------------------------- | ---------- | ---------- | -------- | ----- |
| Eliminatorias Mundial de 2022 | Sudamérica | 1.er lugar | 14       | 3     |
| Total                         | Total      | Total      | 14       | 3     |

#### Partidos con la selección absoluta de Brasil
| N.º | Fecha      | Ciudad          | Local           | Resultado     | Visitante     | Competición                                                      |
| --- | ---------- | --------------- | --------------- | ------------- | ------------- | ---------------------------------------------------------------- |
| 1.  | 07-09-2018 | East Rutherford | Estados Unidos  | (0–2)         | Brasil        | Amistoso                                                         |
| 2.  | 13-11-2020 | Landover        | Brasil          | (5–0)         | El Salvador   | Amistoso                                                         |
| 3.  | 23-03-2019 | Oporto          | Brasil          | (1-1)         | Panamá        | Amistoso                                                         |
| 4.  | 26-03-2019 | Praga           | República Checa | (1-3)         | Brasil        | Amistoso                                                         |
| 5.  | 05-06-2019 | Brasilia        | Brasil          | (2–0)         | Catar         | Amistoso                                                         |
| 6.  | 27-06-2019 | Porto Alegre    | Brasil          | 0 (4) - (3) 0 | Paraguay      | Copa América 2019                                                |
| 7.  | 06-09-2019 | Miami           | Brasil          | (1-1)         | Colombia      | Amistoso                                                         |
| 8.  | 10-09-2019 | Los Ángeles     | Brasil          | (0-1)         | Perú          | Amistoso                                                         |
| 9.  | 13-10-2019 | Kallang         | Brasil          | (1-1)         | Nigeria       | Amistoso                                                         |
| 10. | 15-11-2019 | Riad            | Brasil          | (0-1)         | Argentina     | Amistoso                                                         |
| 11. | 19-11-2019 | Abu Dhabi       | Brasil          | (3-0)         | Corea del Sur | Amistoso                                                         |
| 12. | 13-11-2020 | Sao Paulo       | Brasil          | (1-0)         | Venezuela     | Clasificación de Conmebol para la Copa Mundial de Fútbol de 2022 |
| 13. | 17-11-2020 | Montevideo      | Uruguay         | (0-2)         | Brasil        | Clasificación de Conmebol para la Copa Mundial de Fútbol de 2022 |
| 14. | 04-06-2021 | Porto Alegre    | Brasil          | (2-0)         | Ecuador       | Clasificación de Conmebol para la Copa Mundial de Fútbol de 2022 |
| 15. | 08-06-2020 | Asunción        | Paraguay        | (0-2)         | Brasil        | Clasificación de Conmebol para la Copa Mundial de Fútbol de 2022 |
| 16. | 13-06-2021 | Brasilia        | Brasil          | (3-0)         | Venezuela     | Copa América 2021                                                |
| 17. | 23-06-2021 | Rio de Janeiro  | Brasil          | (2-1)         | Colombia      | Copa América 2021                                                |
| 18. | 27-06-2021 | Goiania         | Brasil          | (1-1)         | Ecuador       | Copa América 2021                                                |
| 19. | 02-07-2021 | Rio de Janeiro  | Brasil          | (1-0)         | Chile         | Copa América 2021                                                |
| 20. | 05-07-2020 | Rio de Janeiro  | Brasil          | (1-0)         | Perú          | Copa América 2021                                                |
| 21. | 10-07-2021 | Rio de Janeiro  | Argentina       | (1-0)         | Brasil        | Copa América 2021                                                |
| 22. | 02-09-2021 | Santiago        | Chile           | (0-1)         | Brasil        | Clasificación de Conmebol para la Copa Mundial de Fútbol de 2022 |
| 23. | 09-09-2021 | Recife          | Brasil          | (2-0)         | Perú          | Clasificación de Conmebol para la Copa Mundial de Fútbol de 2022 |
| 24. | 07-10-2021 | Caracas         | Venezuela       | (1-3)         | Brasil        | Clasificación de Conmebol para la Copa Mundial de Fútbol de 2022 |
| 25. | 10-10-2021 | Barranquilla    | Colombia        | (0-0)         | Brasil        | Clasificación de Conmebol para la Copa Mundial de Fútbol de 2022 |
| 26. | 14-10-2021 | Manaos          | Brasil          | (4-1)         | Uruguay       | Clasificación de Conmebol para la Copa Mundial de Fútbol de 2022 |
| 27. | 11-11-2021 | Sao Paulo       | Brasil          | (1-0)         | Colombia      | Clasificación de Conmebol para la Copa Mundial de Fútbol de 2022 |
| 28. | 16-11-2021 | San Juan        | Argentina       | (0-0)         | Brasil        | Clasificación de Conmebol para la Copa Mundial de Fútbol de 2022 |
| 29. | 01-02-2022 | Belo horizonte  | Brasil          | (4-0)         | Paraguay      | Clasificación de Conmebol para la Copa Mundial de Fútbol de 2022 |
| 30. | 24-03-2022 | Rio de Janeiro  | Brasil          | (4-0)         | Chile         | Clasificación de Conmebol para la Copa Mundial de Fútbol de 2022 |
| 31. | 29-03-2022 | La Paz          | Bolivia         | (0-4)         | Brasil        | Clasificación de Conmebol para la Copa Mundial de Fútbol de 2022 |
| 32. | 02-06-2022 | Seúl            | Corea del Sur   | (1-5)         | Brasil        | Amistoso                                                         |
| 33. | 06-06-2022 | Tokio           | Japón           | (0-1)         | Brasil        | Amistoso                                                         |
| 34. | 23-09-2022 | Havre           | Brasil          | (3-0)         | Ghana         | Amistoso                                                         |
| 35. | 27-09-2022 | Paris           | Brasil          | (5-1)         | Túnez         | Amistoso                                                         |
| 36. | 24-11-2022 | Lusail          | Brasil          | (2-0)         | Serbia        | Copa Mundial de 2022                                             |
| 37. | 28-11-2022 | Doha            | Brasil          | (1-0)         | Suiza         | Copa Mundial de 2022                                             |
| 38. | 05-12-2022 | Doha            | Brasil          | (4-1)         | Corea del Sur | Copa Mundial de 2022                                             |
| 39. | 09-12-2022 | Rayán           | Croacia         | 1 (4-2) 1     | Brasil        | Copa Mundial de 2022                                             |
| 40. | 25-03-2023 | Tánger          | Marruecos       | (2-1)         | Brasil        | Amistoso                                                         |
| 41. | 17-06-2023 | Cornellá        | Brasil          | (4-1)         | Guinea        | Amistoso                                                         |
| 42. | 20-06-2023 | Lisboa          | Brasil          | (2-4)         | Senegal       | Amistoso                                                         |

### Goles internacionales
| #  | Fecha                   | Lugar                                                        | Rival         | Gol   | Resultado | Competición                |
| -- | ----------------------- | ------------------------------------------------------------ | ------------- | ----- | --------- | -------------------------- |
| 1  | 23 de marzo de 2019     | Estádio do Dragão, Oporto, Portugal                          | Panamá        | 1 - 0 | 1 - 1     | Amistoso                   |
| 2  | 19 de noviembre de 2019 | Estadio Mohammed bin Zayed, Abu Dabi, Emiratos Árabes Unidos | Corea del Sur | 1 - 0 | 3 - 0     | Amistoso                   |
| 3  | 8 de junio de 2021      | Estadio Defensores del Chaco, Asunción, Paraguay             | Paraguay      | 0 - 2 | 0 - 2     | Eliminatorias Mundial 2022 |
| 4  | 2 de julio de 2021      | Estadio Nilton Santos , Rio de Janeiro, Brasil               | Chile         | 1 - 0 | 1 - 0     | Copa América 2021          |
| 5  | 5 de julio de 2021      | Estadio Nilton Santos , Rio de Janeiro, Brasil               | Perú          | 1 - 0 | 1 - 0     | Copa América 2021          |
| 6  | 11 de noviembre de 2021 | Arena Corinthians, Sao Paulo, Brasil                         | Colombia      | 1 - 0 | 1 - 0     | Eliminatorias Mundial 2022 |
| 7  | 29 de marzo de 2022     | Estadio Hernando Siles, La Paz, Bolivia                      | Bolivia       | 0 - 1 | 0 - 4     | Eliminatorias Mundial 2022 |
| 8  | 5 de diciembre de 2022  | Estadio 974, Doha, Catar                                     | Corea del Sur | 4 - 0 | 4 - 1     | Copa Mundial 2022          |
| 9  | 20 de junio de 2023     | Estadio José Alvalade, Lisboa, Portugal                      | Senegal       | 1 - 0 | 2 - 4     | Amistoso                   |
| 10 | 26 de marzo de 2024     | Estadio Santiago Bernabéu, Madrid, España                    | España        | 3 - 3 | 3 - 3     | Amistoso                   |
| 11 | 28 de junio de 2024     | Allegiant Stadium, Paradise, Estados Unidos                  | Paraguay      | 1 - 4 | 1 - 4     | Copa América 2024          |

## Estadísticas

### Clubes
Actualizado al último partido disputado el 9 de noviembre de 2024.
| Club                             | Div.          | Temporada     | Liga  | Liga  | Liga   | Estatal | Estatal | Estatal | Copas nacionales | Copas nacionales | Copas nacionales | Copas internacionales | Copas internacionales | Copas internacionales | Total | Total | Total  |
| Club                             | Div.          | Temporada     | Part. | Goles | Asist. | Part.   | Goles   | Asist.  | Part.            | Goles            | Asist.           | Part.                 | Goles                 | Asist.                | Part. | Goles | Asist. |
| -------------------------------- | ------------- | ------------- | ----- | ----- | ------ | ------- | ------- | ------- | ---------------- | ---------------- | ---------------- | --------------------- | --------------------- | --------------------- | ----- | ----- | ------ |
| C. R. Flamengo · Brasil          | 1.ª           | 2016          | 0     | 0     | 0      | 2       | 0       | 0       | 0                | 0                | 0                | 0                     | 0                     | 0                     | 2     | 0     | 0      |
| C. R. Flamengo · Brasil          | 1.ª           | 2017          | 17    | 1     | 1      | 8       | 2       | 0       | 3                | 1                | 0                | 9                     | 2                     | 0                     | 37    | 6     | 1      |
| C. R. Flamengo · Brasil          | 1.ª           | 2018          | 32    | 10    | 1      | 11      | 2       | 0       | 6                | 0                | 2                | 7                     | 0                     | 2                     | 56    | 12    | 5      |
| C. R. Flamengo · Brasil          | Total club    | Total club    | 49    | 11    | 2      | 21      | 4       | 0       | 9                | 1                | 2                | 16                    | 2                     | 2                     | 95    | 18    | 6      |
| A. C. Milan · Italia             | 1.ª           | 2018-19       | 13    | 1     | 1      | ―       | ―       | ―       | 4                | 0                | 1                | ―                     | ―                     | ―                     | 17    | 1     | 2      |
| A. C. Milan · Italia             | 1.ª           | 2019-20       | 24    | 0     | 1      | ―       | ―       | ―       | 3                | 0                | 0                | 0                     | 0                     | 0                     | 27    | 0     | 1      |
| A. C. Milan · Italia             | Total club    | Total club    | 37    | 1     | 2      | 0       | 0       | 0       | 7                | 0                | 1                | 0                     | 0                     | 0                     | 44    | 1     | 3      |
| Olympique de Lyon Francia        | 1.ª           | 2020-21       | 30    | 9     | 5      | ―       | ―       | ―       | 4                | 1                | 1                | ―                     | ―                     | ―                     | 34    | 10    | 6      |
| Olympique de Lyon Francia        | 1.ª           | 2021-22       | 35    | 9     | 6      | ―       | ―       | ―       | 0                | 0                | 0                | 9                     | 2                     | 2                     | 44    | 11    | 8      |
| Olympique de Lyon Francia        | 1.ª           | 2022-23       | 2     | 0     | 0      | ―       | ―       | ―       | 0                | 0                | 0                | ―                     | ―                     | ―                     | 2     | 0     | 0      |
| Olympique de Lyon Francia        | Total club    | Total club    | 67    | 18    | 11     | 0       | 0       | 0       | 4                | 1                | 1                | 9                     | 2                     | 2                     | 80    | 21    | 14     |
| West Ham United F. C. Inglaterra | 1.ª           | 2022-23       | 28    | 4     | 3      | ―       | ―       | ―       | 2                | 0                | 0                | 11                    | 1                     | 4                     | 41    | 5     | 7      |
| West Ham United F. C. Inglaterra | 1.ª           | 2023-24       | 31    | 4     | 6      | ―       | ―       | ―       | 3                | 0                | 1                | 9                     | 4                     | 0                     | 43    | 8     | 7      |
| West Ham United F. C. Inglaterra | 1.ª           | 2024-25       | 11    | 2     | 0      | —       | —       | —       | 2                | 0                | 0                | —                     | —                     | —                     | 13    | 2     | 0      |
| West Ham United F. C. Inglaterra | Total club    | Total club    | 70    | 10    | 9      | 0       | 0       | 0       | 7                | 0                | 1                | 20                    | 5                     | 4                     | 96    | 15    | 14     |
| Total carrera                    | Total carrera | Total carrera | 223   | 40    | 24     | 21      | 4       | 0       | 27               | 2                | 5                | 45                    | 9                     | 8                     | 316   | 55    | 37     |

## Palmarés

### Torneos estatales
| Título             | Club           | Estado         | Año  |
| ------------------ | -------------- | -------------- | ---- |
| Campeonato Carioca | C. R. Flamengo | Río de Janeiro | 2017 |
| Taça Guanabara     | C. R. Flamengo | Río de Janeiro | 2018 |

### Títulos internacionales
| Título                             | Equipo                | Sede   | Año  |
| ---------------------------------- | --------------------- | ------ | ---- |
| Copa América                       | Selección de Brasil   | Brasil | 2019 |
| Liga Europa Conferencia de la UEFA | West Ham United F. C. | Praga  | 2023 |

(*) Incluyendo la selección.